# Stikkaåsen
Stikkaåsen is een plaats in de Noorse gemeente Sarpsborg, fylke Østfold. Stikkaåsen telt 289 inwoners (2007) en heeft een oppervlakte van 0,2 km².